# Полоцкое воеводство
По́лоцкое воево́дство (з.-рус. Полоцкое воеводство; лат. Palatinatus Polocensis; пол. Województwo połockie) — одно из воеводств Великого княжества Литовского.

## История

Прорисовка герба с большой литовской печати последнего Великого князя Литовского Станислава Августа. 1764

Воеводство было образовано в 1504 году из Полоцкого княжества, тогда являвшегося наместничеством. С 1569 — воеводство в составе Речи Посполитой. В отличие от большинства других воеводств Великого княжества Литовского, Полоцкое воеводство не делилось на несколько поветов. Центром воеводства являлся город Полоцк, а после присоединения Полоцка к Российской империи центр воеводства был перенесён в Ушачи. Воеводство посылало двух депутатов на вальный сейм Речи Посполитой. В середине XVII века в воеводстве насчитывалось 23 204 крестьянских хозяйства и 185 632 жителя.

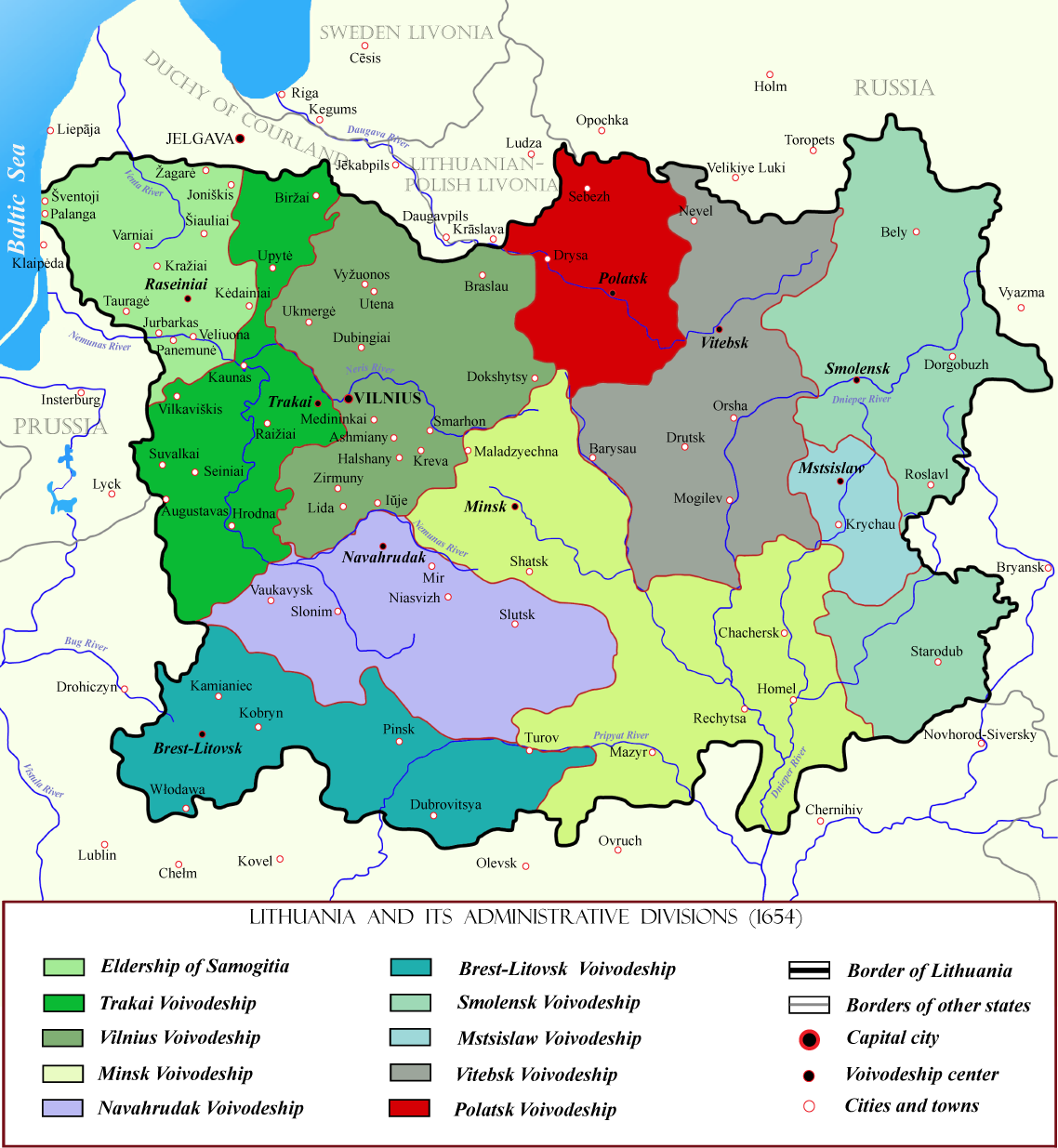
Полоцкое воеводство на карте Великого Княжества Литовского

Воеводство граничило с Витебским воеводством на востоке, Минским воеводством на юге, Виленским воеводством на западе. Северные границы воеводства неоднократно менялись в ходе войн Великого княжества Литовского (а затем — и Речи Посполитой) с Российским государством. Так, в 1537 к Российскому государству отошёл Себеж, в 1618 к воеводству отошли пограничные земли с Себежем и Невелем, в 1667 эти территории вновь отошли к Российскому государству, а в 1678 к Речи Посполитой.
В 1772 в ходе первого раздела Речи Посполитой значительная часть территории воеводства была переименована в Полоцкую провинцию и присоединена к Псковской губернии Российской империи, а центр остальной части воеводства был перенесён в Лепель, в 1776 году в Ушачи, в 1791 году в Чашники. В 1793 году в ходе второго раздела Речи Посполитой вся территория воеводства была присоединена к Российской империи и включена в состав Полоцкой губернии.

## Воеводы
Подробнее по этой теме см. Полоцкие воеводы
1. Станислав Глебович (1502—1503, 1504—1513)
2. Станислав Остик
3. Альбрехт Гаштольд (1513—1519)
4. Петр Кишка (1519—1532)
5. Ян Глебович (1532)
6. Станислав Довойна (1542)
7. Ян Красинский
8. Николай Дорогостайский (1576—1597)
9. Андрей Сапега (1597—1613)
10. Михаил Друцкий-Соколинский (1613—1621)
11. Януш Кишка (1621—1654)
12. Александр Людвик Радзивилл (1654)
13. Ян Кароль Копец (1658)
14. Казимир Ян Сапега (1670—1681)
15. Ян Огинский (1682—1684)
16. Доминик Михаил Слушка (1684?—1713)
17. Станислав Эрнест Денгоф (1722—1728)
18. Александр Михаил Сапега (1754—1775)
19. Юзеф Сосновский (1781—1783)
20. Тадеуш Жаба (1749—1799)